# Karen Kain
Karen Alexandria Kain (nació el 28 de marzo de 1951) es una ex bailarina de ballet canadiense y fue directora artística del Ballet Nacional de Canadá de 2005 a 2021.

## Formación temprana e infancia
La madre de Kain inscribió a su hija en un curso de ballet porque creía que mejoraría su alineación postural, su equilibrio y su disciplina. La familia se mudó de Ancaster a Erindale Woodlands, en el municipio de Toronto, cuando Kain estaba en sexto grado (11 años, 1962) para que pudiera comenzar a entrenarse en la Escuela del Ballet Nacional de Canadá . (La mayor parte del municipio de Toronto, incluido Erindale Woodlands, es ahora Mississauga). Tras graduarse en 1969, fue invitada a unirse al Ballet Nacional de Canadá . También participó como miembro en programas de las Guías de Canadá . 

## Carrera
Kain se convirtió en bailarina principal en 1971, interpretando papeles centrales en una amplia gama de ballets, eventualmente volviéndose famosa en Canadá, con la ayuda del legendario bailarín Rudolf Nureyev. Kein trabajó como artista invitada con el Ballet Nacional de Marsella de Roland Petit, el Ballet Bolshoi, el Ballet del Festival de Londres, el Ballet de la Ópera de París, el Ballet de Hamburgo, el Ballet de la Ópera Estatal de Viena y el Ballet Eliot Feld . Kain también fue tema de inspiracioon para retratos creados por Andy Warhol, en 1980.
Durante su carrera, ella actuó en muchos ballets del repertorio clásico y moderno, incluyendo, entre otros, El lago de los cisnes (Erik Bruhn), Coppélia, La bella durmiente (Rudolph Nureyev), Giselle, Romeo y Julieta (John Cranko), La fille mal gardée, Onegin (John Cranko), La fierecilla domada (John Cranko), Pastorale (James Kudelka), Carmen (Roland Petit), Concierto barroco (Balanchine), Un mes en el campo (Frederick Ashton) y El cascanueces, papeles en las que a menudo fue acompañada por el bailarín Frank Augustyn. El talento de Kain y Augustyn llamó la atención del público y de sus colegas en 1973, cuando fueron galardonados en el Concurso Internacional de Ballet de Moscú de 1973.
En 1977, Kain dejó de bailar, pero comenzó de nuevo en 1981 con el Ballet Nacional de Canadá, donde actuó durante 15 años más. En 1996, Kain se reunió con Frank Augustyn para aparecer en la producción de pantomima de Robin Hood de su esposo Ross Petty en el Teatro Elgin de Toronto. Kain se retiró como bailarín profesional en 1997.
En 1998, Kein regresó al Ballet Nacional de Canadá como parte del equipo directivo, en el papel de asociada artística. Ella apoyó al director artístico James Kudelka contra la bailarina principal Kimberley Glasco en una demanda por despido injustificado. En 2005, Kain sucedió a Kudelka como directora artística. Renunció a ese cargo en 2021. 
Kain fue presidente del jurado del concurso de ballet Prix de Lausanne en 2009.
También fue presidente fundador de la junta directiva del Centro de Recursos de Transición para Bailarines de Canadá. La autobiografía de Kain, Movement Never Lies, fue publicada en 1994 por McClelland y Stewart. 

## Premios
En 1973, ganó la plata en la competencia femenina y el primer lugar  al mejor pas de deux (con Frank Augustyn) en el segundo Concurso Internacional de Ballet en Moscú, donde bailó el pas de deux Bluebird de La Bella Durmiente. 

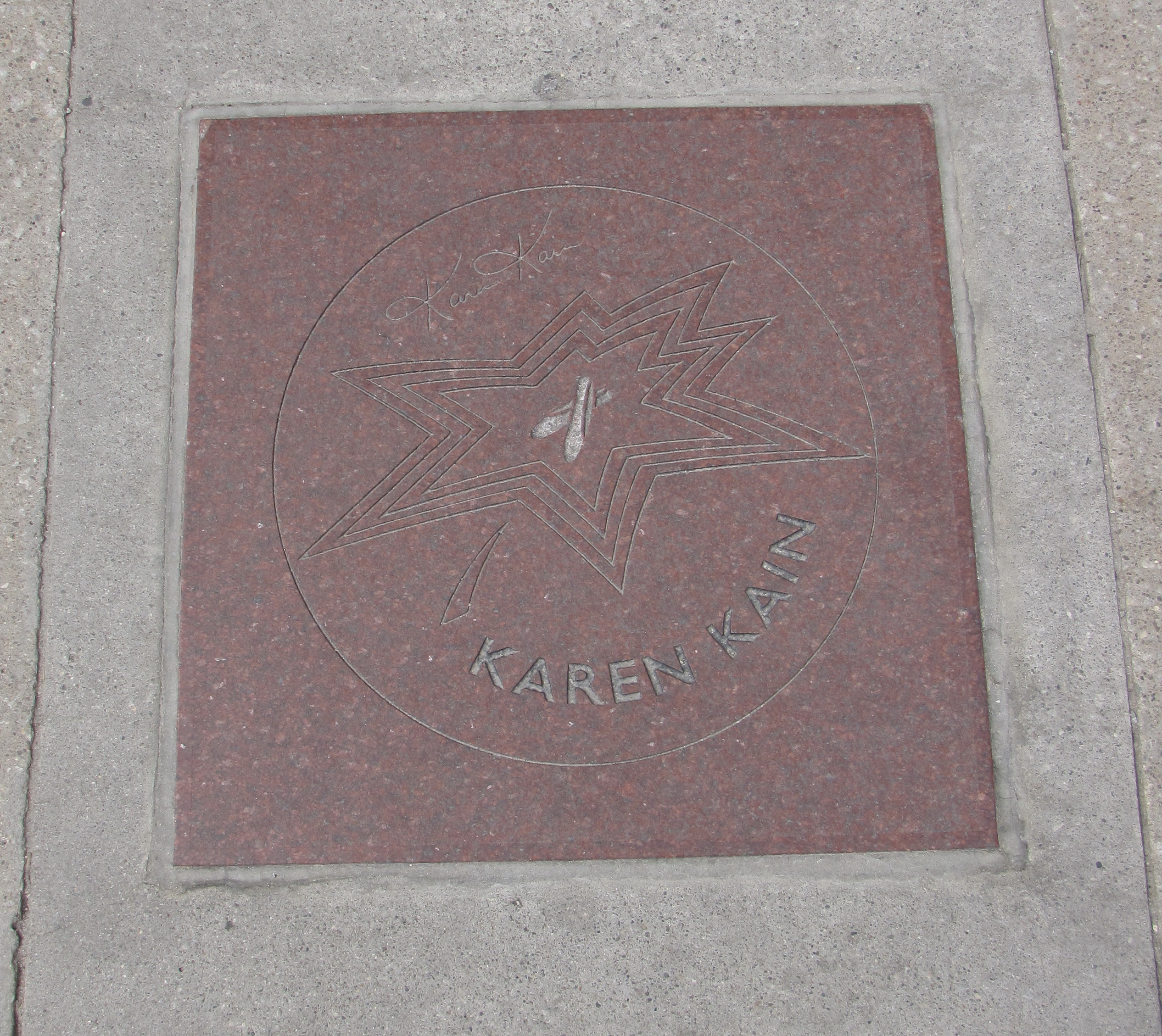
La estrella de Karen Kain en el Paseo de la Fama de Canadá.

En 1976, fue nombrada Oficial de la Orden de Canadá (OC) y Compañera de la Orden de Canadá (CC) en 1991.  Asimismo, fue nombrada miembro de la Orden de Ontario en 1990.  Kain posee títulos honorarios de la Universidad de Toronto, la Universidad de York, la Universidad McMaster, la Universidad de Trent y la Universidad de Columbia Británica. En mayo de 1998, el Gobierno Francés la nombró Oficial de la Orden de las Artes y las Letras. Entre otros honores de Kain, se encuentran el Premio del Centro Nacional de Artes, un premio complementario de los Premios de Artes Escénicas del Gobernador General (1997) y el Premio de Artes Escénicas del Gobernador General por Logros Artísticos de Toda una Vida (2002). En 1996, se convirtió en la primera canadiense en recibir el premio Cartier a la trayectoria de vida. La coreógrafa Marguerite Derricks citó a Kain como una de sus heroínas. En 1989, la Canadian Broadcasting Corporation realizó un documental sobre ella, Karen Kain, Prima Ballerina. En 2002, recibió la Medalla del Jubileo de Oro de la Reina Isabel II.
Kain tenía una escuela secundaria pública basada en las artes en Etobicoke que recibió su nombre (Karen Kain School of the Arts) en 2008. En 2012, Kain recibió la Medalla del Jubileo de Diamante de la Reina Isabel II.   En 1998, fue incluida en el Paseo de la Fama de Canadá.

### Sello postal honorario
En abril de 2021, Kain fue reconocida por Canada Post como una "leyenda del ballet" por su trayectoria artística, con un sello postal nacional permanente que muestra un salto de ballet. 

## Vida personal
Kain está casada desde 1983 con Ross Petty, actor de teatro y cine, y productor de producciones de pantomima teatral en Canadá desde hace más de 20 años. El hermano de Kain, Kevin Kain, es un destacado experto en medicina tropical radicado en Toronto, Ontario; tiene tres hermanos menores y dos sobrinos: Dylan y Taylor Kain.

## Otro
En 1976, Kain apareció en una versión televisada del ballet Giselle en el codiciado papel principal, junto a Nadia Potts, Frank Augustyn y Anne Ditchburn. La producción se mostró por primera vez en 1986. En 1985, Kain protagonizó un episodio de la popular serie de televisión canadiense Seeing Things. Kain también fue mencionada en la película de 2003 dirigida por Denys Arcand, Las invasiones bárbaras, cuando Rémy Girard recordó sus amoríos pasados. Kain hizo un comercial de televisión para The Art Shoppe, una tienda de muebles en Toronto durante la década de 1970.
La producción de Kain de El lago de los cisnes, su último proyecto como directora artística del Ballet Nacional de Canadá antes de su jubilación, se describe en el documental de 2023 de Chelsea McMullan, Swan Song.  